# Meskel
Als Meskel (Ge'ez:መስቀል) bezeichnen die Äthiopisch-Orthodoxe Tewahedo-Kirche und die Eritreisch-Orthodoxe Tewahedo-Kirche den Feiertag der Kreuzauffindung am 27. September des gregorianischen Kalenders. Dieser Feiertag findet nur wenige Tage nach dem Neujahrsfest (11. September greg.) statt und fällt ungefähr mit dem Ende der Regenzeit im Süden Äthiopiens zusammen. Es ist zugleich ein Tag, an dem die Familien zusammenkommen und Arbeitsmigranten nach Hause fahren.
Die Feierlichkeiten beginnen mit dem Aufbau des sogenannten Damera, einer hohen kegelförmigen Konstruktion aus Hölzern, umkleidet mit Grasbüscheln und geschmückt mit Blüten, die an das neue Jahr erinnern sollen, auf dem Meskel-Platz in Addis Abeba. Hunderttausende Äthiopier aus allen Landesteilen begeben sich zu diesem Platz, wo die Priester in zeremonieller Kleidung Hymnen und Gebete singen und einen rhythmischen Tanz vor dem Damera aufführen. Auf dem Höhepunkt der Zeremonie entzündet der Patriarch der Äthiopisch-Orthodoxen Tewahedo-Kirche das Freudenfeuer.
Das Fest der Kreuzauffindung wird in ganz Äthiopien begangen, unabhängig von Alter, Geschlecht, Sprache oder ethnischer Zugehörigkeit. Die Teilnehmer glauben, dass sie bei dieser Zeremonie durch das Kreuz Segen empfangen. 
2013 wurden die äthiopischen Feierlichkeiten zum Gedenken an den Fund des „Wahren Heiligen Kreuzes von Christus“ von der UNESCO in die Repräsentative Liste des immateriellen Kulturerbes der Menschheit aufgenommen.